# Gergy
Gergy är en kommun i departementet Saône-et-Loire i regionen Bourgogne-Franche-Comté i östra Frankrike. Kommunen ligger i kantonen Verdun-sur-le-Doubs som tillhör arrondissementet Chalon-sur-Saône. År 2022 hade Gergy 2 569 invånare.

## Befolkningsutveckling
Antalet invånare i kommunen Gergy
| Referens: INSEE |